# La ciudad de los árboles
La ciudad de los árboles es el octavo álbum de estudio de la banda Mägo de Oz.
Según han declarado diversos integrantes del grupo, Belfast y La ciudad de los árboles fueron publicados como un descanso entre la composición de Gaia, Gaia II: La voz dormida y Gaia III: Atlantia. Por ello, en este disco pretenden alejarse de las complejidades en la composición de canciones que se han visto en las dos partes de la trilogía publicadas hasta ese momento, haciendo temas no tan complejos y que no superan los 5 minutos de duración.

## Lista de canciones
| N.º   | Título                                                                          | Letras              | Música                                                               | Duración |  |
| 1.    | «El espíritu del bosque» (Intro)                                                | Txus                | Txus                                                                 | 1:46     |  |
| 2.    | «La ciudad de los árboles»                                                      | Txus                | S. Cisneros, Carlos "Moha", Txus, J.C. Marín 'Carlitos', Frank, Peri | 6:02     |  |
| 3.    | «Mi nombre es rock'n'roll»                                                      | Txus                | "Moha", Carlitos, Frank                                              | 6:03     |  |
| 4.    | «El rincón de los sentidos»                                                     | Txus                | Txus                                                                 | 4:38     |  |
| 5.    | «Deja de llorar (y vuélvete a levantar)»                                        | Txus                | "Moha", Carlitos, Txus, Frank                                        | 4:18     |  |
| 6.    | «La canción de los deseos»                                                      | Jose                | Cisneros, "Moha", Txus, Carlitos, Fernando, Frank, Peri              | 4:01     |  |
| 7.    | «Y ahora voy a salir (Ranxeira)»                                                | "Moha", Frank, Txus | "Moha", Frank                                                        | 3:52     |  |
| 8.    | «Runa llena» (Instrumental)                                                     |                     | Carlitos, Frank, "Moha"                                              | 4:46     |  |
| 9.    | «Resacosix en la barra (Resacosix en Hispania - Parte II)» (Cover: Queen - '39) | Txus                | Brian May                                                            | 3:46     |  |
| 10.   | «No queda sino batirnos»                                                        | Txus                | Txus                                                                 | 4:19     |  |
| 11.   | «Sin ti, sería silencio (Parte II)»                                             | Txus                | Fortu Sánchez, Txus                                                  | 4:42     |  |
| 12.   | «Si molesto, me quedo»                                                          | Txus                | Txus                                                                 | 4:53     |  |
| 13.   | «El espíritu del bosque II» (Outro)                                             | Txus                | Txus                                                                 | 1:13     |  |
| 54:12 |                                                                                 |                     |                                                                      |          |  |

| DVD |                                             |          |  |
| N.º | Título                                      | Duración |  |
| 1.  | «Videoclip: Y ahora voy a salir (Ranxeira)» |          |  |
| 2.  | «Y ahora voy a salir (Ranxeira) Making off» |          |  |
| 3.  | «Sesión de fotos La ciudad de los árboles»  |          |  |
| 4.  | «Desde el backstage»                        |          |  |

## Ediciones
2007: Edición original en CD con formato jewel case, publicado por Warner Music Spain
2007: Edición original de CD + DVD con formato digipak, publicado por Warner Music Spain
2017: Edición Vinilo + CD, publicado por Warner Music Spain
2020: Edición limitada 2 CD con formato digipak

## Temática
Su sonido es caracterizado por ser más liviano y menos grandilocuente que el presentado en los anteriores álbumes pertenecientes a la trilogía de Gaia (siendo este considerado por la mayoría de fanes como el disco menos Heavy de la banda), cobrando mayor importancia las flautas, el violín, el fiddle, la gaita y el acordeón, lo que lo acerca más a las raíces de la banda como exponentes del género folk.

## Ventas
El álbum consiguió disco de oro  por 40.000 copias vendidas, contribuyendo así que el 27 de marzo de 2008, la banda obtuviera a disco de diamante , por superar 1.000.000 de copias vendidas en su discografía durante los más de 20 años de trayectoria.

## Intérpretes
- José Andrëa: voz y coros
- Patricia Tapia: segunda voz y coros
- Txus: batería y coros
- Mohamed: violín, viola y fiddle
- Jorge Salán: guitarra solista y guitarrón español
- Carlitos: guitarra solista y mandolina
- Frank: guitarra rítmica, guitarras acústicas, guitarra clásica y coros.
- Peri: bajo
- Kiskilla: teclados, piano, acordeón, sintetizadores.
- Fernando Ponce: flauta travesera, silbato, pito castellano y gaitas

### Colaboraciones
- Tony Mengliano: voz, coros y arreglos de coros. Por cortesía de Locomotive Music.
- Vieito Romero: gaita gallega, gaita asturiana y gaita irlandesa.
- Patxi Bermúdez: bodhrán y tamboril celta
- Xavier Ferreiro: percusiones menores.
- Alejandro Serrano: trompeta y saxo alto.